# Sarcina (Bakterium)
Sarcina ist der Name einer Gattung obligat anaerober, grampositiver, kokkoider (kugelförmiger), säuretoleranter Bakterien aus der Familie der Clostridiaceae.

## Merkmale

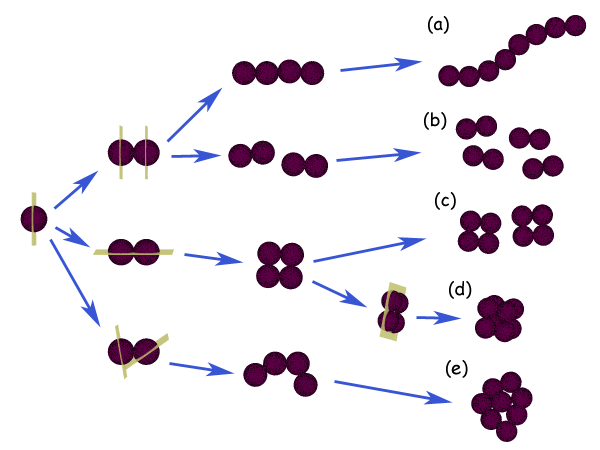
Verschiedene Anordnungen von Kokken: (a) Streptokokken, (b) Diplokokken, (c) Tetraden, (d) Paketkokken oder Sarcinen (Zellteilung erfolgt in allen drei Ebenen), (e) Staphylokokken.

Während es sich bei vielen Gattungen aus der Familie der Clostridiaceae um stäbchenförmige Bakterien handelt, ist die Zellform von Sarcina rund, es handelt sich um Kokken. Typisch ist ihr Erscheinungsbild im Mikroskop, das durch ein besonderes Muster der Zellteilung zustande kommt: Die Zellen trennen sich nicht nach jeder Teilung vollständig. Die Teilung selbst erfolgt jedoch in alternierenden Ebenen, jeweils senkrecht zur Ebene der vorangegangenen Teilung. So entstehen würfelförmige Pakete aus acht oder mehr zusammenhängenden Kokken, so genannte Paketkokken oder Sarcinen (siehe Abbildung).
Bei der Gattung Sarcina ventricula erfolgt außerdem die Produktion einer Celluloseschicht um die Zellwand herum, die ähnlich einem Klebstoff die sich gerade geteilten Zellen zusammenhält, so dass man Pakete von bis zu 64 Kokken aneinander geheftet beobachten kann. Weiterhin auffällig ist die Zellgröße dieser Gattung, die Kokken besitzen einen Durchmesser von 4 µm. Der Gattungsname lässt sich auf diese besonderen Zellverbände (Aggregate) zurückführen (sarcina aus dem Lateinischen bedeutet „Bündel“).
Als typische Vertreter der Clostridiaceae wachsen Sarcinen obligat anaerob, wobei sich Sarcina ventricula auch mikroaerotolerant kultivieren lässt. Sie sind damit Katalase-negativ und Oxidase-negativ. Die Zellen sind unbeweglich und in der Lage, unter ungünstigen Umweltbedingungen Endosporen zu bilden. In der Bakterien-DNA ist der niedrige GC-Gehalt auffällig, er liegt bei 28–31 Mol-Prozent. Hervorzuheben ist außerdem die Säuretoleranz dieser Bakteriengattung. Für das Wachstum von Sarcina müssen Zucker vorhanden sein, die das Bakterium unter anaeroben Bedingungen vergärt, um daraus Energie zu gewinnen.

## Stoffwechsel
Die Verwertung von Kohlenhydraten erfolgt in einer Fermentation. Dabei erfolgt zunächst der schrittweise Abbau von Monosacchariden (Einfachzuckern) wie z. B. D-Glucose (Traubenzucker) in der Glykolyse zu Pyruvat. Unter anaeroben Bedingungen muss das dabei verbrauchte NAD+ (Nicotinamidadenindinukleotid) wieder regeneriert werden, dies erfolgt durch die alkoholische Gärung. Von jedem Molekül Pyruvat wird dabei ein Molekül Kohlenstoffdioxid durch das Enzym Pyruvatdecarboxylase (EC 4.1.1.1) abgespalten. Das in diesem Schritt entstehende Acetaldehyd ist für den Organismus sehr giftig und wird im folgenden Schritt sofort weiter umgesetzt. Das katalysierende Enzym Alkoholdehydrogenase (EC 1.1.1.1) reduziert Acetaldehyd zu Ethanol, dabei wird das NAD+ regeneriert. Dieser Stoffwechselweg ist bei Hefen (wie Saccharomyces cerevisiae) geläufig, bei Bakterien aber eigentlich ungewöhnlich, wurde jedoch bei Sarcina ventricula vorgefunden. Zymomonas ist eine weitere Bakteriengattung, die Ethanol produziert, allerdings erfolgt hier der Abbau der Monosaccharide nach dem Entner-Doudoroff-Weg. Andere Sarcina-Arten führen Gärungen ähnlich der Buttersäuregärung der Clostridien durch, neben Buttersäure sind Kohlendioxid und elementarer Wasserstoff (H2) hier die Hauptprodukte der Gärung.

## Vorkommen
Die Bakterien sind im Boden weit verbreitet und lassen sich außerdem noch aus Schlamm, Kot und dem Magen isolieren. Das Bakterium kann pH-Werte bis 2 tolerieren, so dass ein Überleben im sauren Milieu des Magens möglich ist, hier wurde S. ventriculi im Jahre 1842 erstmals gefunden. Bei Menschen mit bestimmten Krankheiten des Verdauungstrakts (z. B. Pförtnergeschwüren) ist mitunter verstärktes Wachstum der Bakterien feststellbar. Sarcina  gilt jedoch nicht als pathogen.

## Nachweise
Sarcina ist gut in einem Nährmedium kultivierbar, das Pepton, Hefeextrakt und Glucose enthält und einen leicht sauren pH-Wert von 6,0 aufweist. Die Inkubation erfolgt anaerob bei einer Temperatur von 37 °C. Zur selektiven Anreicherung kann der pH-Wert weiter gesenkt werden. In flüssigen Medien ist ein Sedimentwachstum (bei klarem Überstand) zu beobachten, was sich auf das anaerobe Wachstum zurückführen lässt. Durch anaeroben Stoffwechsel bilden Sarcinen in glucosehaltigen Medien vor allem Ethanol und Kohlendioxid.
Zur Differenzierung der beiden Sarcina-Arten S. ventriculi  und S. maxima werden folgende Merkmale verwendet: Der Cellulosenachweis bei S. ventriculi ist positiv, bei S. maxima negativ. S. ventriculi bildet Ethanol und Acetoin, S. maxima Buttersäure.